# レッド・ドラゴン (映画)
『レッド・ドラゴン』（Red Dragon）は、2002年のアメリカ映画。トマス・ハリスの小説『レッド・ドラゴン』の2度目の映画化である。ハンニバル・レクター博士シリーズ4部作のうちの3作目。アカデミー賞受賞作品となった『羊たちの沈黙』で登場するFBI捜査官クラリス・スターリングに出会う直前までを映像化している。

## あらすじ
1980年ボルチモア。FBI捜査官ウィル・グレアム（エドワード・ノートン）は、犯罪精神医学の権威ハンニバル・レクター（アンソニー・ホプキンス）の起こす連続殺人事件を追っていた。レクターの逮捕にこぎつけたものの、ウィルはレクターにナイフで腹部を刺され生死の境を彷徨うほどの重傷を負う。
3年後、FBIを退職しフロリダ州マラソンの海辺で暮らすウィルのもとへ、元上司ジャック・クロフォード（ハーヴェイ・カイテル）が訪ねてくる。アラバマ州バーミングハムとジョージア州アトランタで起きた連続一家惨殺事件の捜査協力を依頼されたウィルは、期間限定で現場へ復帰する。捜査を始めたウィルは、収監されていたレクターに助言を求めることを決める。
一方、荒れ果てた屋敷に一人住むビデオ加工技師フランシス・ダラハイド（レイフ・ファインズ）、通称ミスター・Dは自身の障害や、厳格な祖母に支配された生い立ちからくるトラウマに悩まされ、自らを脱却し超越することを望んでいた。

## キャスト
| 役名                           | 俳優                                      | 日本語吹き替え | 日本語吹き替え |
| 役名                           | 俳優                                      | ソフト版       | テレビ東京版   |
| ------------------------------ | ----------------------------------------- | -------------- | -------------- |
| ハンニバル・レクター           | アンソニー・ホプキンス                    | 麦人           | 石田太郎       |
| ウィル・グレアム               | エドワード・ノートン                      | 井上倫宏       | 小森創介       |
| フランシス・ダラハイド         | レイフ・ファインズ                        | 小杉十郎太     | てらそままさき |
| ジャック・クロフォード         | ハーヴェイ・カイテル                      | 池田勝         | 有川博         |
| リーバ・マクレーン             | エミリー・ワトソン                        | 山像かおり     | 坪井木の実     |
| モリー・グレアム               | メアリー＝ルイーズ・パーカー              | 安藤麻吹       | 日野由利加     |
| フレディ・ラウンズ（新聞記者） | フィリップ・シーモア・ホフマン            | 塩屋浩三       | 塩屋浩三       |
| フレデリック・チルトン博士     | アンソニー・ヒールド                      | 小島敏彦       | 堀勝之祐       |
| ロイド・ボーマン               | ケン・レオン                              | 青木誠         |                |
| バーニー・マシューズ           | フランキー・フェイソン                    | 茶風林         | 手塚秀彰       |
| ジョシュ・グレアム             | タイラー・パトリック・ジョーンズ          | 乾政子         | 川庄美雪       |
| チャールズ・リーズ             | トム・ベリカ                              | 楠大典         |                |
| ヴァレリー・リーズ             | マルグリット・マッキンタイア              | 小池亜希子     |                |
| ビリー・リーズ                 | トミー・カーティス                        | 戸田亜紀子     |                |
| ショーン・リーズ               | ジョーダン・グルーバー                    | 浅井清己       |                |
| スージー・リーズ               | モーガン・グルーバー                      | 椿理沙         |                |
| 幼いフランシスの声             | アレックス・D・リンツ                     |                | 川名真知子     |
| バイロン・メトカーフ           | ウィリアム・ラッキング                    | 辻親八         |                |
| ダラハイドの祖母の声           | エレン・バースティン （ノンクレジット）   | 寺島信子       |                |
| ラルフ・マンディ               | フランク・ホエーリー （ノンクレジット）   | 茶風林         | 多田野曜平     |
| プリンシ博士                   |                                           | 手塚秀彰       |                |
| スプリングフィールド           |                                           | 石田圭祐       |                |
| 長官                           |                                           | 水野龍司       |                |
| カッツ                         |                                           | 野沢由香里     |                |
| ハズラー                       |                                           |                | 山戸恵         |
| ドラゴンの声                   | フランク・ランジェラ （出演シーンカット） |                |                |

- ソフト版吹替
  - その他の声の出演 - 重松朋
  - 演出：佐藤敏夫、翻訳：久保喜昭、日本語版制作：ACクリエイト

- テレビ東京版吹き替え - 初回放送2006年10月5日 21:00-23:14『木曜洋画劇場』
  - その他の声の出演 - 川島得愛、長克巳、松井範雄、望木祐子、竹口安芸子、浦山迅、辻つとむ、山田智子、桐山ゆみ、木川絵理子、田代有紀
  - 演出：福永莞爾、翻訳：たかしまちせこ、調整：長井利親、効果：リレーション、日本語版制作：テレビ東京／ブロードメディア・スタジオ
  - テレビ版ではそれぞれ『羊たちの沈黙』テレビ版からレクター、チルトンを演じた石田太郎、堀勝之祐が同役で続投し、同VHS版でスコット・グレンが演じたクロフォードを吹き替えた有川博が同役で出演。ソフト版では『羊たちの沈黙』VHS版でチルトンを演じた小島敏彦が起用されている。

## 評価
レビュー・アグリゲーターのRotten Tomatoesでは191件のレビューで支持率は69%、平均点は6.40/10となった。Metacriticでは36件のレビューを基に加重平均値が60/100となった。

## 作品解説
- 小説と同様に18世紀の画家ウィリアム・ブレイクの絵画『巨大な赤い龍と太陽を着た女』に敵役ダラハイドの着想を得ており、劇中では実際に同絵画と同絵画が収蔵されているブルックリン美術館も登場する。
- オープニングの演奏会のシーンで演奏されている楽曲は、フェリックス・メンデルスゾーンの『夏の夜の夢』（作品61, MWV M 13）第1曲「スケルツォ」である。
- 映画化にあわせ『レッド・ドラゴン　シナリオ・ブック』（テッド・タリー脚色、高見浩訳、新潮文庫）が刊行された。なお原作訳書はハヤカワ文庫で刊行。